# Lijst van kloosters in Venlo (gemeente)
Deze (incomplete) lijst bevat een overzicht van de kloosters, abdijen, conventen, en priorijen in de gemeente Venlo.
| Klooster                                  | Adres                                   | Wijk, Stadsdeel                 | Denominatie                                                                                               | Foto |
| ----------------------------------------- | --------------------------------------- | ------------------------------- | --- | ---- |
| Dominicanenklooster Mariaweide            | Nieuwstraat 41                          | Kloosterkwartier, Venlo-Centrum | Dominicanen                                                                                               |      |
| Mariadal (Venlo)                          | Schoolweg 140                           | 't Ven, Venlo-Noordoost         | Zusters van de Tweede Orde van Sint-Dominicus                                                             |      |
| Heilige Geestklooster (Venlo)             | Hoek Jodenstraat en Heilige Geeststraat | Venlo-Centrum                   | Augustinessen, later Norbertinessen                                                                       |      |
| Huize Manresa                             | Leutherweg                              | Vogelhut, Venlo-Oost            | Jezuïeten                                                                                                 |      |
| Klooster Dominicanessen van Bethanië      | Beckersweg 10                           | Vogelhut, Venlo-Oost            | Dominicanessen van Bethanië                                                                               |      |
| Maria Auxiliatrix                         | Auxiliatrixweg 31                       | Jammerdaal, Venlo-Oost          | Zusters van Onze-Lieve-Vrouw van Tegelen                                                                  |      |
| Klooster Nazareth (Venlo)                 | Straelseweg 329                         | 't Ven, Venlo-Noordoost         | Zusters van Liefde van Onze Lieve Vrouw, Moeder van Barmhartigheid                                        |      |
| Klooster Onze Lieve Vrouwe van Loreto     | Monseigneur Zwijsenstraat               | Meeuwbeemd, Venlo-Noord         | Zusters van Liefde van Onze Lieve Vrouw, Moeder van Barmhartigheid                                        |      |
| Klooster Op Stalberg                      | Stalbergweg 1                           | Hogekamp, Venlo-Oost            | |      |
| Sint-Martinusklooster (Venlo)             | Sint-Martinusstraat 2-54                | Rosariumbuurt, Venlo-Centrum    | Broeders van de Onbevlekte Ontvangenis van Maria                                                          |      |
| Trans-Cedron                              | Nieuwstraat/Grote Beekstraat            | Kloosterkwartier, Venlo-Centrum | Cellebroeders                                                                                             |      |
| Wylderbeek                                | Tegelseweg                              | Hagerhof, Venlo-Zuid            | Zusters van Liefde                                                                                        |      |
| Klooster Theatijnen                       | Baarlosestraat 1                        | Centrum, Blerick                | Theatijnen                                                                                                |      |
| Sint-Antoniusklooster (Blerick)           | Antoniuslaan                            | Centrum, Blerick                | Zusters van de Goddelijke Voorzienigheid                                                                  |      |
| Abdij Ulingsheide                         | Ulingsheide                             | Op de Heide, Tegelen            | Trappisten Cisterciënzers                                                                                 |      |
| De Munt (Tegelen)                         | Van Wevelickhovestraat                  | Centrum, Tegelen                | Zusters van Onze-Lieve-Vrouw van Tegelen, later bewoond door de Benedictinessen van het Heilige Sacrament |      |
| Heilig Hartklooster (Steyl)               | Zustersstraat                           | Oud-Steyl, Steyl                | Missiezusters Dienaressen van de Heilige Geest (Servarum Spiritus Sancti, SSpS)                           |      |
| Sint-Annaklooster (Tegelen)               | Sint-Annastraat 71                      | Oud-Steyl, Steyl                | Zusters van de Goddelijke Voorzienigheid                                                                  |      |
| Heilige Geestklooster (Steyl)             | Kloosterstraat                          | Oud-Steyl, Steyl                | Dienaressen van de Heilige Geest van de Altijddurende Aanbidding                                          |      |
| Sint-Jozefklooster Villa Moubis           | Waterloostraat                          | Oud-Steyl, Steyl                | Zusters van de Goddelijke Voorzienigheid                                                                  |      |
| Sint-Gregorklooster                       | Sint-Michaëlstraat                      | Oud-Steyl, Steyl                | Augustinessen, later Missiezusters Dienaressen van de Heilige Geest                                       |      |
| Missiehuis St. Michaël                    | Sint-Michaëlstraat 7                    | Oud-Steyl, Steyl                | Missionarissen van Steyl, Societas Verbi Divini (SVD) (Gezelschap van het Goddelijke Woord)               |      |
| Landgoed Schoneborg                       | Molenbeekweg 2                          | Geloo, Belfeld                  | Missiezusters Dienaressen van de Heilige Geest                                                            |      |
| Sint-Theresiaklooster                     | Schoolstraat 40                         | Centrum, Belfeld                | Missiezusters Dienaressen van de Heilige Geest                                                            |      |
| Missiehuis Sint Paul/Klein Vink           | Klein Vink 4                            | Brandemolen, Arcen              | Congregatie der Missionarissen van Mariannhill                                                            |      |
| Heilig Hartklooster (Arcen)               | Op de Hor                               | Centrum, Arcen                  | Zusters van de Goddelijke Voorzienigheid                                                                  |      |
| Barbara's Weerd (Insula Sanctae Barbarae) | Kapelstraat/looiweg                     | Hanik, Lomm                     | Derde Orde van de Heilige Franciscus                                                                      |      |
| Sociëteit Casino (Venlo)                  | Kaldenkerkerweg 160                     | Jammerdaal, Venlo-oost          | Ursulinen (1886) Augustijnen (1940)                                                                       |      |
| Klooster Augustijnen (Venlo)              | Hogeweg 28                              | Centrum, Venlo                  | Augustijnen                                                                                               |      |
| Sint-Josephklooster (Velden)              | Schoolstraat 139                        | Centrum, Velden                 | Zusters van de Goddelijke Voorzienigheid                                                                  |      |